# ارژبت بالاژ
ارژبت بالاژ (مجاری: Erzsébet Balázs; ۱۵ اکتبر ۱۹۲۰ – ۲۴ نوامبر ۲۰۱۴) ژیمناست هنری اهل مجارستان بود.